# Godzillius robustus
Godzillius robustus är en kräftdjursart som beskrevs av Schram, Yager, Emerson 1986. Godzillius robustus ingår i släktet Godzillius och familjen Godzilliidae.
Artens utbredningsområde är havet kring Turks- och Caicosöarna. Inga underarter finns listade i Catalogue of Life.